# Centara Grand at CentralWorld
Le Centara Grand at CentralWorld est un gratte-ciel de 235 mètres de hauteur construit de 2004 à 2008 dans le quartier de Pathum Wan (Khet) à Bangkok. Il abrite un hôtel 5 étoiles de 500 chambres et un centre commercial.
Les architectes sont l'agence américaine Brennan Beer Gorman et l'agence thaïlandaise Tandem Architects Co. Ltd.

Au sommet de la tour Centara Grand se trouve le Red Sky Bar, un café avec vue panoramique sur Bangkok,.

Red Sky Bar
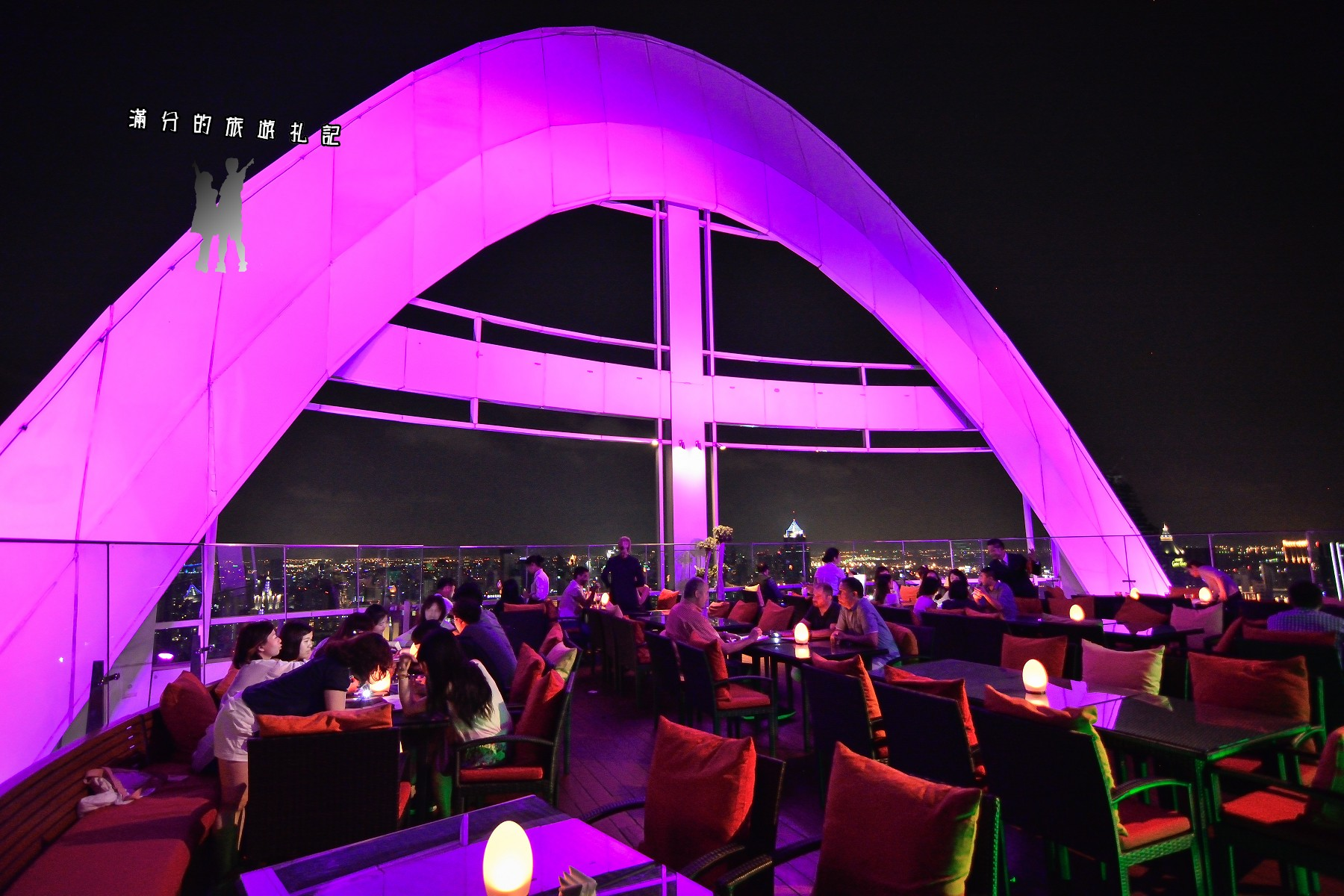
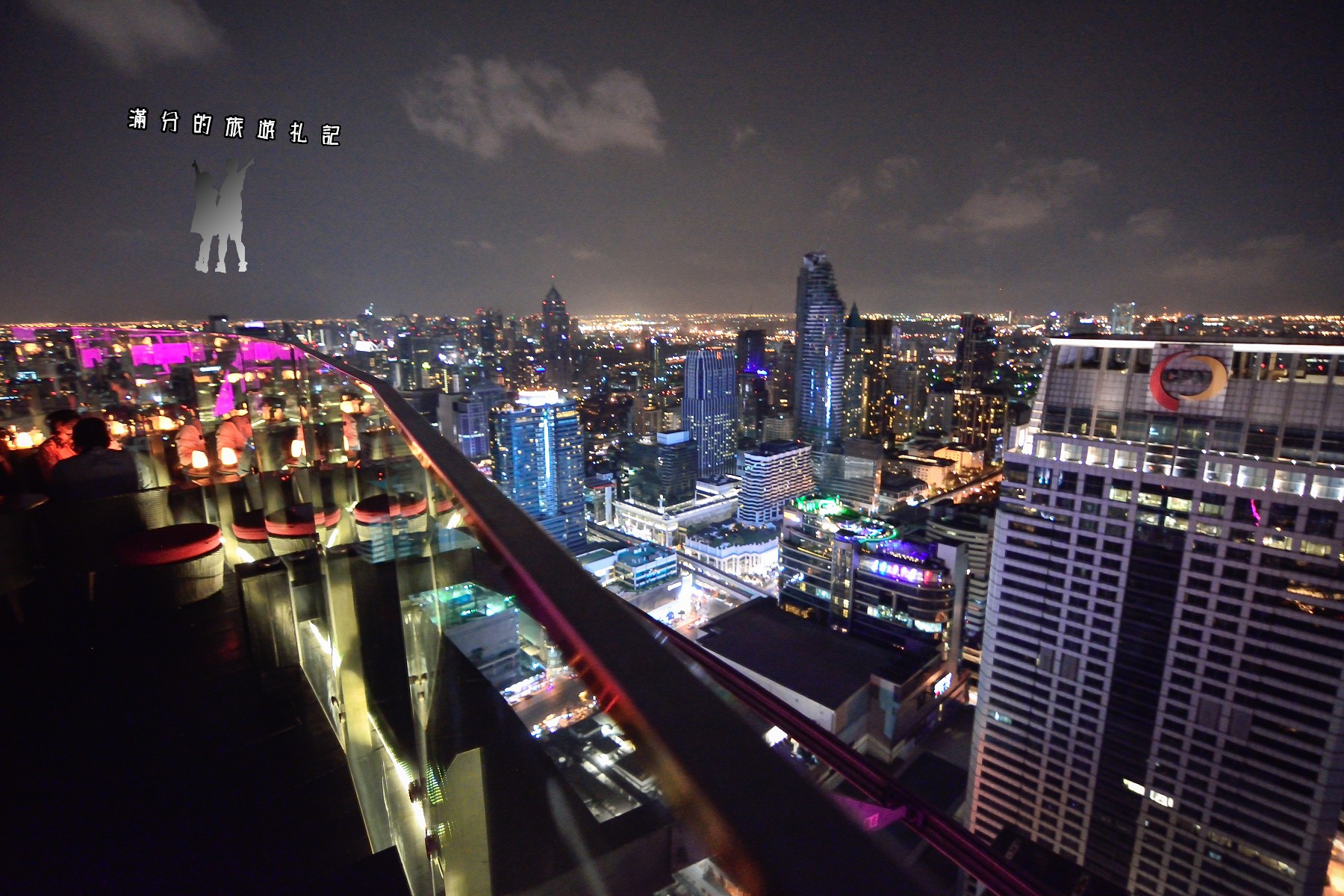
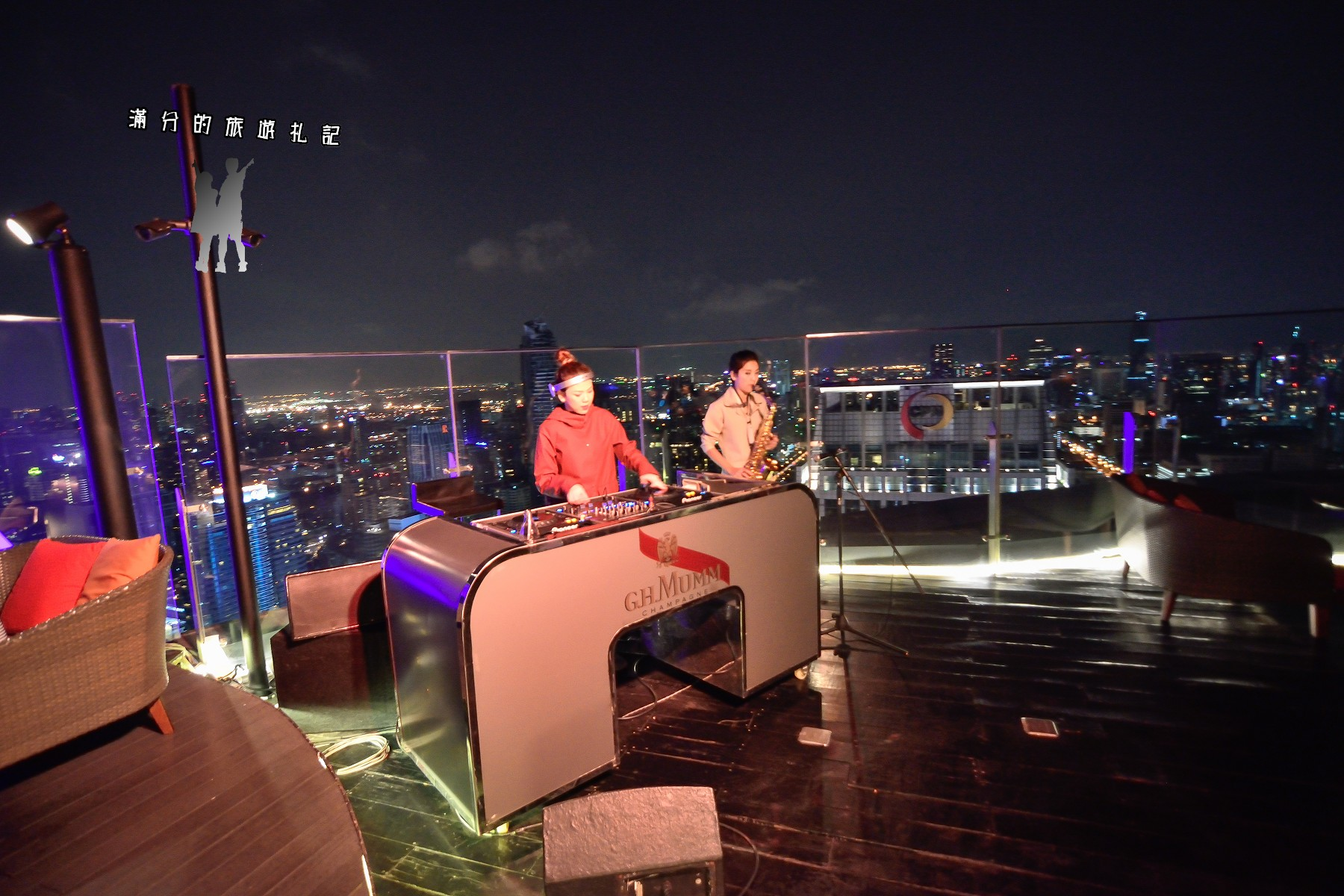